# Messier 68
Messier 68 sau M68 este un roi de stele globular.